# Ideratus virginiae
Ideratus virginiae är en skalbaggsart som först beskrevs av Henri Dalens och Tavakilian 2007.  Ideratus virginiae ingår i släktet Ideratus och familjen långhorningar. Inga underarter finns listade i Catalogue of Life.